# 애슐리 콜
애슐리 콜(영어: Ashley Cole, 1980년 12월 20일 ~ )은 잉글랜드의 은퇴한 축구 선수로 바베이도스계 흑인 아버지와 백인 어머니 사이에서 태어났다. 포지션은 왼쪽 풀백이다.

## 클럽 경력

### 아스널
애슐리 콜은, 아직 10대일 무렵, 클럽 경력을 지역의 아스널 FC에서 시작하였다. 아스널 유소년 팀에 있던 그는 2000년 2월 25일 프로 선수로 계약하였다. 1999년 11월 30일 미들즈브러 FC와의 경기 때 스트라이커 포지션으로서 첫 출전을 하였다. 당시 그의 나이 18세였다. 프리미어 리그 데뷔는 2000년 5월 14일 뉴캐슬 유나이티드와의 경기였다. 아스널의 선수진에 완전히 끼기 전 그는 크리스털 팰리스 FC에 임대되어 선수생활을 하기도 했다. 거기서 그는, 14여 회의 리그 매치에 출장하였으며, 한 골을 기록했는데, 그 골은 블랙번 로버스와의 경기에서의 먼 거리에서의 발리-슛이었다. 2000년 가을, 아스널의 왼쪽 풀백으로서 맹활약을 했던 브라질 출신의 선수 실비노가 부상을 당하자, 애슐리 콜은 그의 자리를 대신하기 위해, 아스널로 돌아왔다. 실비노가 부상을 회복한 뒤에도 애슐리 콜이 주전으로 뛰었다.
아스널 FC에 있을 동안, 애슐리 콜은 프리미어 리그의 우승을 두 번 차지하게 되었으며, (2002년과 2004년) FA 컵을 세 번 차지하게 됐다. (2002년, 2003년, 2005년) 2005-06년 시즌에는 시즌의 대부분을 부상당한 채로 보내야 했지만, 시즌 막바지 아스널이 UEFA 챔피언스리그에 진출했을 때는 부상엣회복되었다. 아스널은 UEFA 챔피언스리그 결승전에서 FC 바르셀로나에게 져 준우승했다. 애슐리 콜은 아스널에서 228차례 경기를 뛰면서, 9골을 기록했다.

### 이적
2005년, 애슐리 콜은 아스널의 리그 라이벌 팀이었던 첼시 FC와 부적절한 이적 계약을 맺었다. 이 사실을 그는 아스널에 통지하지도 않았다. 2005년 1월 그가 호텔에서 첼시의 감독 주제 무리뉴, 구단주 피터 케년, 에이전트 조나단 바넷 등을 만난 사실이 인정되어, 애슐리 콜은 유죄 선고를 받았으며, 프리미어 리그에 의해 10만 파운드(£)의 벌금을 부과받았다.
2005년 8월 열린 항소심에서 1심의 판결이 뒤짚어지지는 않았다. 하지만 벌금은 7만 5천 파운드(£)으로 줄어들었다. 첼시 구단도 또한 30만 파운드의 벌금, 주제 뮤리뉴도 20만 파운드의 벌금을 부과받았으나, 2005년 8월 항고심에서 7만 5천 파운드(£)로 줄어들었다. 바넷의 에이전트 면허는 18개월간 중지당했으며, 그도 또한 10만 파운드의 벌금을 부과받았다.
애슐리 콜은 2005년 7월 18일 1년 연장 계약을 맸었다. 하지만 1년 뒤, 실랄한 비판을 받는 가운데, 그는 아스널을 떠났다. 2006년 7월 15일, 그는 그의 자서전에 아스널에 욕설을 실었다. 더 선 지가는 그 내용을 다음과 같이 인용하였다: 애슐리 콜은 아스널의 지도부가 그를 "희생양"처럼 다루었다고 언급하였고, 그들이 불법 계약 사건 이후 그를 "상어에게 먹이를 주듯이" 다루었다고 적었다. 애슐리 콜은, 2006-07 시즌 아스널 팀 단체 촬영 사진에서도 타의에 의해 빠졌다. 이 때문에 그가 첼시로 이적할 것이라는 언론의 예측 보도가 심해졌다.
7월 28일, 아스널의 부회장 데이비드 다인은 첼시 측과 애슐리 콜에 대한 회담을 가졌다. 첼시는 1천 6백만 파운드에 그를 사겠다고 고집했으나, 아스널은 2천 5백만 파운드를 제시했다. 8월까지 협상은 계속되었다. 끝내 8월 31일, 아스널이 이적료 5백만 파운드를 받고, 윌리암 갈라스도 데려오는 조건으로 협상이 타결되었다. 이 거래는 이적 윈도(transfer window) 기간이 공식적으로 끝난 뒤에 성사되었는데, 마감 시간이 1시간 반이나 지나서도 공식적으로 확인되지 않았었다.
많은 아스널 팬들은 애슐리 콜이 단지 더 높은 연봉을 위해 아스널을 떠났다고 비판하였다. 애슐리 콜은 이 이적 사건으로 인해, 별명 "캐슐리 콜"(Cashley cole)을 얻었다.

### 첼시 FC
애슐리 콜은 첼시로 옮기고서는 등번호 3번을 받았다. 첫 클럽 데뷔전은 9월 9일 2-1로 이기는 상황에서 웨인 브리지를 교체해서 나간 찰턴 애슬레틱 FC와의 경기였다. 애슐리 콜은 아스널에서 보냈던 지난 날 그가 거기서 어떤 것을 느꼈든지 상관 없이 이제는 아스널을 용서한다고 공개적으로 언급하였다. 하지만 그는 아스널 FC의 팬들로부터는 용서를 받지 못했는데, 아스널 팬들은 그를 캐슐리(Cash + ashley)라고 비하하기도 했다. 12월 10일, 첼시 FC와 아스널 FC가 스탬퍼드 브리지에서 만났을 때, 20 파운드짜리 가짜 지폐들을 뿌리며 그를 비난했다. 하지만 경기에서 콜은 이러한 비난에 영향을 받지 않고 묵묵히 경기에 임했다.
2007년 1월 31일 스탬퍼드 브리지에서 열린 프리미어 리그 경기이자, 3-0으로 이긴, 블랙번 로버스와의 경기에서 심각한 무릎 부상을 당했다. 정밀 검사 결과 생각했던 것보다 심하지는 않았으며, 2006-07 시즌이 끝나기 전에 복귀할 것으로 첼시 관계자는 예상했다. 애슐리 콜은 그 말대로 시즌이 끝날 때 가까스로 돌아왔는데, 그는 웸블리 스타디움에서 열린 맨체스터 유나이티드와의 2007년 FA컵 결승 경기에 출장했다. 조세 무리뉴 감독이 그를 결승전 선수 명단에서 뺄 것이라고 처음에는 예상됐지만 말이다.
선더랜드와의 2008–09 시즌 마지막 경기에서, 첼시는 콜의 골로 3-2로 승리하였다. 다음 시즌 콜은 초반 6경기에 연속 출장했으며, 번리, 토트넘 홋스퍼, 선더랜드와의 경기에서 각각 그의 3, 4, 5번째 득점에 성공하였다. 2009년 9월 2일, 첼시와의 4년 재계약에 성공했다.
2010년 2월 10일, 콜은 왼쪽 무릎 부상을 당했고, 3개월 동안 출장할 수 없었다. 그는 첼시가 7–0으로 승리했던 스토크 시티와의 경기에 마침내 출전할 수 있었다. 콜은 위건과의 2009–10 시즌 마지막 경기에서 골을 넣으며 첼시의 8-0 대승에 쐐기를 박았다. 그는 2010 FA 컵 결승전에 출장하였고, 팀은 우승하였다.
2010-11 시즌에도 38경기에 출장했으며, 첼시 선수진 올해의 선수상을 수상했다.
2011-12 시즌 콜은 그의 7번째 FA 컵을 획득하였다. 챔피언스리그 준결승에서는 메시의 슛을 골라인 앞에서 막아내는 활약을 펼쳤다. 결승전에서는 안정적인 수비와 승부차기에서의 성공으로 팀의 우승을 도왔다.
2012년 12월 1일, 콜은 본인의 리그 350번째 경기에 출장하였다. 2013년 1월 22일, 그는 첼시와의 1년 재계약 연장에 합의하였다. 그 해 첼시는 유로파 리그에서 우승하였다.
2013-14 시즌, 콜은 세자르 아스필리쿠에타에게 주전에서 밀려났고, 결국 시즌의 마지막 경기가 있던 2014년 5월 23일, 구단의 방출 선수 목록에 오르게 되었다.

### AS로마
입지가 좁아지자 이탈리아의 AS로마로 이적을 했다.계약 기간은 2년이다.

### LA갤럭시
기량하략으로 제실력을 발휘못하자 대부분 벤치였고 2015년 시즌초반에 계약을 해지한다.이후 무적신분으로 지내다가 스티븐 제라드의 권유로 LA갤럭시로 자유이적한다

## 국가대표팀 경력
애슐리 콜은 잉글랜드 축구 국가대표팀 청소년 팀 및 잉글랜드 축구 국가대표팀 성인팀에서 국가대표 선수로 뛰고 있다. 잉글랜드 U-20 팀에 소속되어 1999년 스튜어트 테일러, 피터 크라우치, 앤디 존슨, 매슈 에더링튼 등과 함께 FIFA 세계 청소년 선수권 대회에 출전하였다. 하지만 이 팀은 그룹에서 최하위를 기록하였다. 한 골도 못 넣고 3연패를 당한 것이었다. 애슐리 콜은 잉글랜드 U-21 축구 국가대표팀에도 소속되어 4경기 출전에, 1골을 기록한 바 있다.
애슐리 콜은 2001년 3월 28일 알바니아와의 경기에서 성인 잉글랜드 축구 국가대표팀에 데뷔하였다. 또한 그는 2002년 FIFA 월드컵 및 유로 2004에서 잉글랜드 대표로 뛰었다. 유로 2004에서는 올스타 팀으로 뽑힌 4명 중 한 명이었다. 애슐리 콜은 2006년 FIFA 월드컵에 전경기 출장하였다. 에콰도르 축구 국가대표팀과의 16강전 경기에서, 그는 슛을 결정적으로 막아냈다. 잉글랜드가 이 경기에서 1 – 0으로 이겼다. 하지만 잉글랜드는 포르투갈 축구 국가대표팀과의 승부차기 끝에 토너먼트에서 탈락하였다.
그 이후 2010년 남아프리카공화국 월드컵에도 전 경기에 출전했고, 특히 알제리와의 조별리그 2차전에서 0대 0 무승부를 이끌어내면서 맨 오브 더 매치 (Man of the match)에 선정되었다. 그러나 독일과의 16강전에서는 프랭크 램파드의 오심 논란과 동시에 상대 선수에게 집중적으로 공략당했고, 대표팀은 4대 1로 참패하고 말았다.
그리고 유로 2012에도 출전해 조국의 8강 진출을 이끌었지만, 이탈리아와의 8강전 승부차기에서 조국의 네번째 키커로 나섰지만 실축을 하면서 체면을 구겼다. 이로써 대표팀은 스코어 4대 2로 패하면서 4강 진출에 실패한 것과 동시에 또 다시 승부차기 징크스를 이어가게 됐다. 2013년 2월 6일 브라질과의 친선경기에 출전하여 잉글랜드 선수로는 7번째로 센추리클럽에 가입하였다.

## 출전 통계
| 구단            | 시즌    | 리그 | 리그 | 컵   | 컵   | 유럽 | 유럽 | 기타 | 기타 | 합계 | 합계 |
| 구단            | 시즌    | 출전 | 득점 | 출전 | 득점 | 출전 | 득점 | 출전 | 득점 | 출전 | 득점 |
| --------------- | ------- | ---- | ---- | ---- | ---- | ---- | ---- | ---- | ---- | ---- | ---- |
| 크리스탈 팰리스 | 1999-00 | 14   | 1    |      |      |      |      |      |      | 14   | 1    |
| 아스날          | 1999-00 | 1    | 0    | 1    | 0    |      |      |      |      | 2    | 0    |
| 아스날          | 2000-01 | 17   | 3    | 7    | 0    | 9    | 0    |      |      | 33   | 3    |
| 아스날          | 2001-02 | 29   | 2    | 4    | 0    | 7    | 0    |      |      | 40   | 2    |
| 아스날          | 2002-03 | 31   | 1    | 3    | 0    | 9    | 0    | 1    | 0    | 44   | 1    |
| 아스날          | 2003-04 | 32   | 0    | 5    | 0    | 9    | 1    | 1    | 0    | 47   | 1    |
| 아스날          | 2004-05 | 35   | 2    | 3    | 0    | 8    | 0    | 1    | 0    | 47   | 2    |
| 아스날          | 2005-06 | 11   | 0    |      |      | 3    | 0    | 1    | 0    | 15   | 0    |
| 아스날          | 소계    | 156  | 8    | 23   | 0    | 45   | 1    | 4    | 0    | 228  | 9    |
| 첼시            | 2006-07 | 23   | 0    | 8    | 0    | 9    | 0    |      |      | 40   | 0    |
| 첼시            | 2007-08 | 27   | 1    | 3    | 0    | 10   | 0    | 1    | 0    | 41   | 1    |
| 첼시            | 2008-09 | 34   | 1    | 7    | 0    | 8    | 0    |      |      | 49   | 1    |
| 첼시            | 2009-10 | 27   | 4    | 3    | 0    | 4    | 0    | 1    | 0    | 35   | 4    |
| 첼시            | 2010-11 | 38   | 0    | 2    | 0    | 7    | 0    | 1    | 0    | 48   | 0    |
| 첼시            | 2011-12 | 32   | 0    | 4    | 0    | 12   | 0    |      |      | 48   | 0    |
| 첼시            | 2012-13 | 31   | 1    | 8    | 0    | 8    | 0    | 4    | 0    | 51   | 1    |
| 첼시            | 2013-14 | 17   | 0    | 3    | 0    | 5    | 0    | 1    | 0    | 26   | 0    |
| 첼시            | 소계    | 229  | 7    | 38   | 0    | 63   | 0    | 8    | 0    | 338  | 7    |
| 로마            | 2014-15 | 11   | 0    | 2    | 0    | 3    | 0    |      |      | 16   | 0    |
| LA 갤럭시       | 2016    | 29   | 1    | 2    | 0    | 1    | 0    |      |      | 32   | 1    |
| LA 갤럭시       | 2017    | 29   | 1    | 1    | 0    |      |      |      |      | 30   | 1    |
| LA 갤럭시       | 2018    | 31   | 1    | 1    | 0    |      |      |      |      | 32   | 1    |
| LA 갤럭시       | 소계    | 89   | 3    | 4    | 0    | 1    | 0    |      |      | 94   | 3    |
| 더비 카운티     | 2018-19 | 9    | 0    | 1    | 1    |      |      | 2    | 0    | 12   | 1    |

## 개인 생활
2006년 7월 15일, 그는 그룹 걸스 어라우드의 가수 쉐릴 트위디와 결혼하였다. 그들은 2004년 9월부터 사귀고 있었다. 하지만 2010년에 이혼하였다.
족보를 따져본 결과 머라이어 캐리의 먼 사촌으로 밝혀졌다.
애슐리 콜은 2006년, 자서전 "마이 디펜스"(My Defence)를 출간하였다. 하지만 출간 후 6개월이 지나도록 4000부 이상 팔리지 않았다. 애슐리 콜의 자서전은 그의 전 팀 동료였던 옌스 레만 등의 비판을 받기도 하였다. 동시에 아스널 팬들도 월드 와이드 웹에 애슐리 콜의 자서전 대신 아스널 선수 페리 그로브의 책을 사도록 권장하는 캠페인을 벌이기도 하였다.

## 수상

#### 아스널
- 프리미어리그 : 2001-02, 2003-04
- FA컵 : 2001-02, 2002-03, 2004-05
- FA 커뮤니티 실드 : 2002, 2004
- UEFA 챔피언스리그 : 준우승 (2005-06)

#### 첼시
- 프리미어리그 : 2009-10
- FA컵 : 2006-07, 2008-09, 2009-10, 2011-12
- EFL컵 : 2006-07
- FA 커뮤니티 실드 : 2009
- UEFA 챔피언스리그 : 우승 (2011-12), 준우승 (2007-08)
- UEFA 유로파리그 : 우승 (2012-13)

### 개인
- PFA 올해의 팀 : 2002-03, 2003-04, 2004-05, 2010-11
- UEFA 유로 올스타팀 : 2004
- UEFA 올해의 팀 : 2004, 2010
- 잉글랜드 올해의 선수 : 2010
- 첼시 올해의 선수 : 2008–09, 2010–11
- 첼시 올해의 골 : 2009-10
- 프리미어리그 20주년 베스트팀
- 프리미어리그 명예의 전당 : 2024
- 2010년 FIFA 월드컵 맨 오브 더 매치 : vs. 알제리 (조별리그)

## 같이 보기
- A매치 100경기 이상 출전한 축구 선수 명단